# Гавриэлов, Мики
Мики Гавриэлов (ивр. מיקי גבריאלוב‎, англ. Miki Gavrielov; 2 ноября 1949, Тель-Авив, Израиль) — израильский гитарист-вокалист, автор песен, композитор. Известен в Израиле как сооснователь и басист одной из первых рок-групп в стране The Churchills в середине 1960-х годов.    

## Биография
Гавриэлов родился 2 ноября 1949 в Тель-Авиве. Его мать еврейка, отец армянин, оба родом из Турции. По другим данным, отец член арамейскоязычной семьи Наш-Дидани, родившийся в Армении и выросший в Стамбуле, а мать родом из Армении.
Гавриэлов изучал гармонию, композицию, гитару и контрабас в джазовой школе. Четыре года обучался игре на фортепиано и вокалу по стипендии Американо-израильского фонда.
Начал свою карьеру в 1960 году как участник рок-группы The Churchills, играя на бас-гитаре. Затем он выпустил три альбома и добился большого успеха как в Израиле, так и в Европе. Он выступал с Mungo Jerry, известной британской рок-группой 70-х годов.
Большинство самых популярных песен, исполняемых известным певцом Ариком Айнштейном, были написаны Гавриеловым.
Первый альбом, выпущенный их дуэтом, называется "Ba Deshe Etsel Avigdor", который состоит из детских песен, которые они подготовили в 1971 году. Альбом "YankaleRotblayt", в котором все песни написаны Гавриеловым, а слова написаны Айнштейном, имел огромный успех. Такие песни, как "Ani ve Ata", "Ani Roe Ota BeDereh Le Gimnasya", были включены в этот альбом и сегодня являются классикой израильской музыки. Они также вместе появились в телевизионном шоу "Lool".
Гавриэлов также написал музыку и текст песни к фильму Ури Зохара "Эйнаим Гдолот" (Большие глаза), в котором Арик Айнштейн также снялся в качестве актёра. 
В 1974 году Айнштейн и Гавриелов выпустили свой совместный второй альбом "Sa Leat".
В 1986 году Гавриелов написал для Хавы Альберштейн «Каше БаЛайла». Будучи независимым певцом и композитором, Гавриелов выпустил двадцать альбомов для себя.

## Награды
- Премия Acumen Composer of the Year Award;
- Премия Acumen Award for Lifetime Achievement;
- Премия Lifetime Achievement Award от AMI;
- Почётная докторская степень Еврейского университета в Иерусалиме[6].